# Hăpria
Hăpria – wieś w Rumunii, w okręgu Alba, w gminie Ciugud. W 2011 roku liczyła 581 mieszkańców.